# 土耳其裔德国人

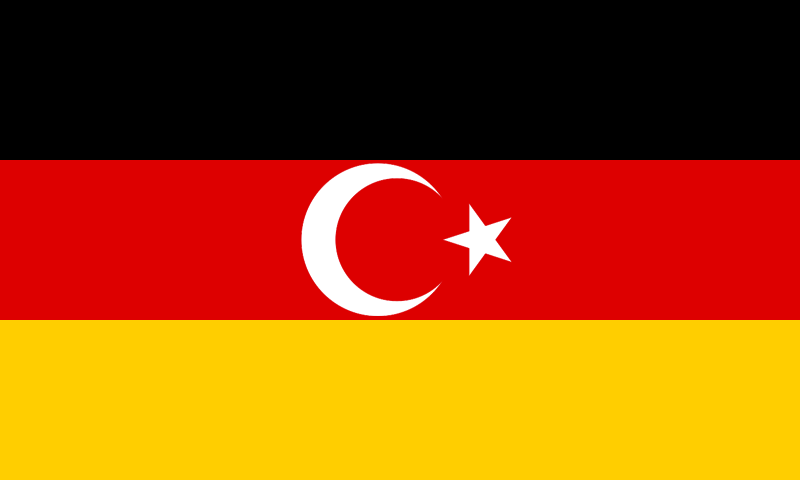
土耳其裔德国人的代表旗帜之一。

土耳其裔德国人，或称德国土耳其人、德国土耳其裔（德語：Türken in Deutschland / Deutschtürken），是德国规模最大的少数族裔群体。在德国约有数百万土耳其裔人口，但由于德国的人口统计不收集居民族裔信息，故根据不同的统计，这一数字约在300万到700万之间。